# أماريلدو زيلا
أماريلدو زيلا (بالألبانية: Amarildo Zela‏) هو لاعب كرة قدم ألباني في مركز الوسط، ولد في 25 أغسطس 1972 في تيرانا في ألبانيا. شارك مع منتخب ألبانيا تحت 21 سنة لكرة القدم ومنتخب ألبانيا لكرة القدم. أما مع النوادي، فقد لعب مع بارتيزاني تيرانا ونادي أوسنابروك ونادي تيرانا ونادي هبوعيل القدس ونادي هبوعيل بئر السبع.

## وصلات خارجية
- أماريلدو زيلا على موقع الاتحاد الدولي (مؤرشف)  (الإنجليزية)
- أماريلدو زيلا على موقع قاعدة بيانات كرة القدم.إي يو (الإنجليزية)
- أماريلدو زيلا على موقع ناشيونال فوتبول تيمز (الإنجليزية)
- أماريلدو زيلا على موقع عالم كرة القدم.نت (الإنجليزية)